# Пашеку, Антониу
Анто́ниу Мануэ́л Паше́ку Домингу́ш (порт. António Manuel Pacheco Domingos); 1 декабря 1966, Портиман — 20 марта 2024, Фару, Фару) — португальский футболист, играл на позиции крайнего полузащитника.

## Биография

### Игровая карьера
Пашеку начал карьеру в «Торралте», а затем перешёл в «Портимоненсе». В 1987 году перешёл в лиссабонскую «Бенфику», в которой он отыграл шесть сезонов, сыграв во всех турнирах 269 матчей и забил 69 голов. В составе «Бенфики» Пашеку выиграл два чемпионских титула, Кубок Португалии и Суперкубок Португалии. Пашеку был известен как скоростной игрок, выделялся своими передачами.
Летом 1993 года перешёл в лиссабонский «Спортинг», где его одноклубником стал Паулу Соуза Переход в стан принципиального соперника был негативно воспринят болельщиками «орлов», которые разбили его автомобиль и угрожали ему. В первом сезоне в составе «львов» он был основным игроком, но во втором сезоне он потерял место в составе из-за травмы и конфликта с главным тренером Карлушем Кейрошем.
В 1995 году перешёл в «Белененсеш», где играл в течение одного сезона. Затем он переехал в Италию, где играл за «Реджану» в течение двух сезонов. В 1998 году вернулся в Португалию, где играл за «Санта-Клару», лиссабонский «Атлетико» и «Эшторил-Прая».
Всего за сборную Португалии сыграл 6 матчей, в которых не отметился забитыми мячами.

### Тренерская карьера
Работал главным тренером лиссабонского «Атлетико» и «Портимоненсе».

### Смерть
Скончался 20 марта 2024 года в больнице города Фару от остановки сердца в возрасте 57 лет.

## Достижения
«Бенфика» Лиссабон
- Чемпион Португалии (2) : 1988/89, 1990/91
- Обладатель Кубка Португалии (1) : 1992/93
- Обладатель Суперкубка Португалии (1) : 1989

«Спортинг» Лиссабон
- Обладатель Кубка Португалии (1) : 1994/95